# Acalypha tacanensis
Acalypha tacanensis é uma espécie de flor do gênero Acalypha, pertencente à família Euphorbiaceae.